# Тереза Маринова
Тереза Маринова (Плевен 5. септембра 1977) је бугарска атлетичарка која се такмичила у скоку удаљ и троскоку. Потиче из атлетске породице. Њен отац, Мончо Маринов, је бугарски првак и рекордер на 800 m, а брат, Цветомир Маринов, је бугарски рекордер на 400 m.
У јуниорској конкуренцији постала је европска и светска првакиња, а још (2009) држи јуниорски светски рекорд у троскоку.
На Олимпијским играма 2000. у Сиднеју, освојила је златну медаљу са личним рекордом од 15,20 метара, троскок. Била је и светска и европска првакиња у дворани.
Први тренер јој је био Светослав Топузов, да би је касније преузео Христо Марков, олимпијски победник у троскоку на Олимпијским играма 1988. у Сеулу.

## Значајнији резултати
| Год. | Такмичење                    | Место                           | Пласман | Резултат |
| ---- | ---------------------------- | ------------------------------- | ------- | -------- |
| 1996 | Светско првенство за јуниоре | Сиднеј, Аустралија              | 1       | 14,62    |
| 1997 | Светско првенство у дворани  | Париз, Француска                | 8       | 14,00    |
| 1997 | Светско првенство            | Атина, Грчка                    | 6       | 14,34    |
| 1999 | Светско првенство у дворани  | Маебаши, Јапан                  | 4       | 14,76    |
| 2000 | Олимпијске игре              | Сиднеј, Аустралија              | 1       | 15.20 ЛР |
| 2001 | Светско првенство у дворани  | Лисабон, Португал               | 1       | 14,91    |
| 2001 | Светско првенство            | Едмонтон, Канада                | 3       | 14,91    |
| 2001 | ИААФ финале                  | Мелбурн, Аустрија               | 1       | 14,77    |
| 2002 | Европско првенство у дворани | Беч, Аустрија                   | 1       | 14,81    |
| 2005 | Светско првенство у дворани  | Бирмингем, Уједињено Краљевство | 4       | 14,09    |

### Лични рекорди
- На отвореном:

Скок удаљ — 6,46 m (2. јул 2000. Кавала, Грчка)
Троскок — 15,20 m (24. септембар 2000, Сиднеј, Аустралија)
- У дворани

Скок удаљ — 6,53 m (9. фебруар 2002, Софија, Бугарска)
Троскок — 14,91 m (11. март 2001, Лисабон, Португал)